# عزیزلو (گرمی)
عزیزلو یکی از روستاهای استان اردبیل است که در بخش مرکزی شهرستان گرمی در مرز ایران و جمهوری آذربایجان در شمال روستای خان‌کندی و در جنوب روستای تولون واقع شده‌است.

## جغرافیای عزیزلو
عزیزلو یا عزیزلی یکی از آبادی‌های ششگانه منطقه تولون در دهستان اجارود غربی از بخش مرکزی در شهرستان گرمی در استان اردبیل است که در بین ۳۸ درجه و ۵۵ دقیقه و ۵۱ ثانیه عرض شمالی از خط استوا و ۴۸ درجه و ۳ دقیقه و ۲۷ ثانیه طول شرقی از نصف النهار مبدأ گرینویچ در مجاورت روستاهای تولون، خان‌کندی و لسکه درق (لوسگه دره سی) قرار گرفته‌است. منطقه تولون و آبادی‌های آن در سمت جنوبی مرکز شهرستان گرمی و در فاصله ۲۵ کیلومتری مرکز شهرستان واقعند راه ارتباطی روستای عزیزلو از طریق یکی از دو مسیری است که از بیلداشی و یاروستای مغوان از جاده اصلی اردبیل به گرمی ازآن جدا می‌شود و روستاهای منطقه تولون را به جاده اردبیل - گرمی متصل می‌کند.

## تاریخچه عزیزلو
دربارهٔ تاریخ بنای روستای عزیزلو اطلاعات دقیقی در دسترس نیست اما به استناد بررسی تاریخ شفاهی عزیزلو عده‌ای از اهالی و معتمدین همزمانی پیدایش آن را با روستاهای خان‌کندی و تولون تأیید کرده‌اند و معتقدند که واقع شدن در ساحل رودخانه تولون چای از عوامل مهم تأسیس عزیزلو و توسعه و آبادانی بعدی آن بوده‌است. همچنین در جریان اشغال ایران توسط ارتش سرخ شوروی حوادث مهمی درتاریخ این روستا رخ داده‌است.

## جمعیت عزیزلو
عزیزلو آبادی خیلی کوچک و کم جمعیتی است با ۴ خانوار و ۹ نفر جمعیت، ۵ نفر از این جمعیت مرد و ۴ نفر دیگر زن هستند در سرشماری عمومی نفوس و مسکن سال ۱۳۸۵ کشور ۲ نفر از جمعیت این آبادی اظهار باسوادی کرده‌اند که هر دونفر هم مرد بوده‌اند. همچنین بر اساس نتایج سرشماری سال ۱۳۹۰ روستای عزیزلو دارای ۲ خانوار با ۵ نفر جمعیت بوده‌است که نسبت به ۵ سال قبل ۲ خانوار و ۴ نفر کاهش جمعیت داشته‌است.

## جاذبه‌های گردشگری عزیزلو
مجاورت با رودخانه معروف تولون چایی که بیشتر آبادی‌های منطقه را به بهشتی سبز وعطرآگین مبدل ساخته، فرصتی برای عزیزلو فراهم می‌آورده تا سر و روی خود را صفا داده خود را در ردیف آبادی‌های سبز و پردرخت منطقه قراردهد. با اینهمه روستایی با چنین جمعیتی اگر بتواند با حفظ نام وهویت خود در مجاورت روستاهای همجوار دیگری مثل تولون، خان‌کندی یا لسگه درق به حیات خودادامه دهد. هم اسباب رفاه و راحتی اهالی آن را فراهم خواهد آورد و هم بسیاری از دغدغه‌های ناشی از کمی جمعیت را از بین خواهد برد.